# Герб Золотоноші
Герб Золотоно́ші — офіційний символ міста Золотоноші (районний центр Черкаської області), затверджений рішенням міської ради від 15 жовтня 2010 року.

## Опис
Герб міста Золотоноші являє собою щит пурпурового кольору з великим золотим чотирикутним хрестом, з-за якого виходить сяйво у вигляді золотих променів.
Пурпуровий колір — символ сили і могутності, відображає у гербі добробут золотонісців і вплив церкви на місцеве християнське населення.
Чотирикутний великий козацький хрест символізує славну козацьку минувшину міста і уособлює 4 тодішні золотоніські церкви — Свято-Успенську, Свято-Троїцьку, Микільську і церкву жон–мироносиць, а також Красногірський і Благовіщенський монастирі.

## Джерело
- Символіка Золотоноші [Архівовано 22 липня 2018 у Wayback Machine.] на www.zolo.gov.ua/ (Офіційний сайт міста Золотоноші) [Архівовано 18 липня 2018 у Wayback Machine.]